# 蓝军 (1953年)
蓝军（1953年10月—），男，吉林梨树人，中华人民共和国政治人物。毕业于吉林大学，曾任中共松原市委书记，吉林省人民政府副秘书长、办公厅党组成员，吉林省食品安全委员会常务副主任、吉林省食品安全委员会办公室主任，吉林省第十二届人民代表大会常务委员会委员、农业与农村委员会主任委员。2014年12月8日，因“严重违纪违法”问题遭到中国共产党中央纪律检查委员会调查。

## 生平
1953年，出生在吉林省梨树县，毕业于吉林大学。
1970年2月，参加工作。1973年12月加入中国共产党。早年在吉林市委组织部、宣传部任职，担任过共青团吉林市委书记，吉林市龙潭区委书记。
1989年8月，担任吉林电视台台长、吉林省广播电视厅副总编辑、党组成员。
1992年6月，调任吉林省新闻出版局副局长，1998年1月升任吉林省新闻出版局局长。
2003年4月，调任中共松原市委副书记、松原市人民政府市长。2006年3月，蓝军升职为中共松原市委书记。蓝军离开松原市的时候，在当时的市委广场、市政路，曾有“千人送蓝书记”的场面，手拉着各种横幅，上书“蓝军，松原人民的好儿子”、“蓝书记，我们不愿您走”等，后经媒体披露为蓝军本人为防止举报自导自演的闹剧。
2011年5月，调入吉林省省会长春市，6月担任吉林省人民政府副秘书长、办公厅党组成员、吉林省食品安全委员会常务副主任、吉林省食品安全委员会办公室主任。
2013年1月，担任吉林省第十二届人民代表大会常务委员会委员、农业与农村委员会主任委员。

### 落马
2014年12月8日，因“严重违纪违法”问题遭到中国共产党中央纪律检查委员会调查。
2015年1月，吉林省人民检察院决定对蓝军进行立案侦查。5月25日，中国共产党吉林省委员会对蓝军作出开除党籍、开除公职（双开）处分。9月8日，长春市人民检察院就蓝军案件向长春市中级人民法院提起公诉。